# Pavel Alekseïevitch Kourotchkine
Pavel Alekseïevitch Kourotchkine (en russe : Па́вел Алексе́евич Ку́рочкин), né le 6 novembre 1900 dans l'Empire russe et décédé le 28 décembre 1989 en URSS, est un militaire soviétique, colonel-général.

## Biographie
Il est né dans le village de Gornevo (ru) dans la région de Smolensk. Entre dans l'armée rouge en 1918 et participe à la guerre civile russe. En octobre 1923 il commande un escadron de la 2e division de cavalerie. En mai 1924 il devient chef de l'école de la 2e division de cavalerie. De juin 1924 à janvier 1927 il est membre de l'état-major du 12e Régiment de cavalerie de Saratov. En juin 1934 il est chef d'état-major d'une brigade de cavalerie.
Durant la Seconde Guerre mondiale, de juin 1939 il est chef d'état-major du 2e corps de cavalerie et participe à la Campagne de Pologne (1939). En octobre 1939, il est chef d'état-major du 1er Groupe de forces de l'Armée. De février à mars 1940, il commande le 28e corps de fusiliers (avec le corps participe à la guerre d'Hiver. En avril 1940, il commande le 1er Groupe de Forces Armées. En juin 1940, il commande la 17e armée (Union soviétique). En janvier 1941, il commande le district militaire Trans-Baïkal. Le 19 juin 1941, il commande des troupes du district militaire d'Orel. Le 5 juillet 1941, il commande de la 17e armée (Union soviétique) sur le Front de l'Ouest. Durant la bataille de Białystok–Minsk, l'armée était composé d'environ 1 500 chars, dont des chars T-34 et KV-1 mais la contre-attaque s'est soldée par une défaite et le corps mécanisé est contraint de battre en retraite avec de lourdes pertes. Il reste commandant du Front Nord-Ouest jusqu'en octobre 1942. En octobre 1942, il devient commandant adjoint du Front Nord-Ouest. En novembre 1942, il dirige la 17e armée (Union soviétique). En mars 1943, il commande la 34e armée (Union soviétique),.
De juin à novembre 1943, il commande le Front Nord-Ouest. Le 27 août 1943, il est promu au grade de colonel-général. En décembre 1943, il est commandant adjoint du 1re Front ukrainien. En février 1944, il commandant le 2e Front de Biélorussie. En avril 1944, jusqu'à la fin de la guerre, il commande la 60e armée (Union soviétique), elle participe aux opérations de Basse-Silésie, Haute-Silésie, Moravie-Ostrava et Prague.
De 1951 à 1968, il est membre de l'Académie militaire Frounze. En 1968, il devient le président du commandement suprême des forces militaires des Nations unies du Pacte de Varsovie.

## Décorations
- Ordre de Lénine
- Ordre de l'étoile rouge